# Heilig-Kreuz-Kapelle (Sulzthal)

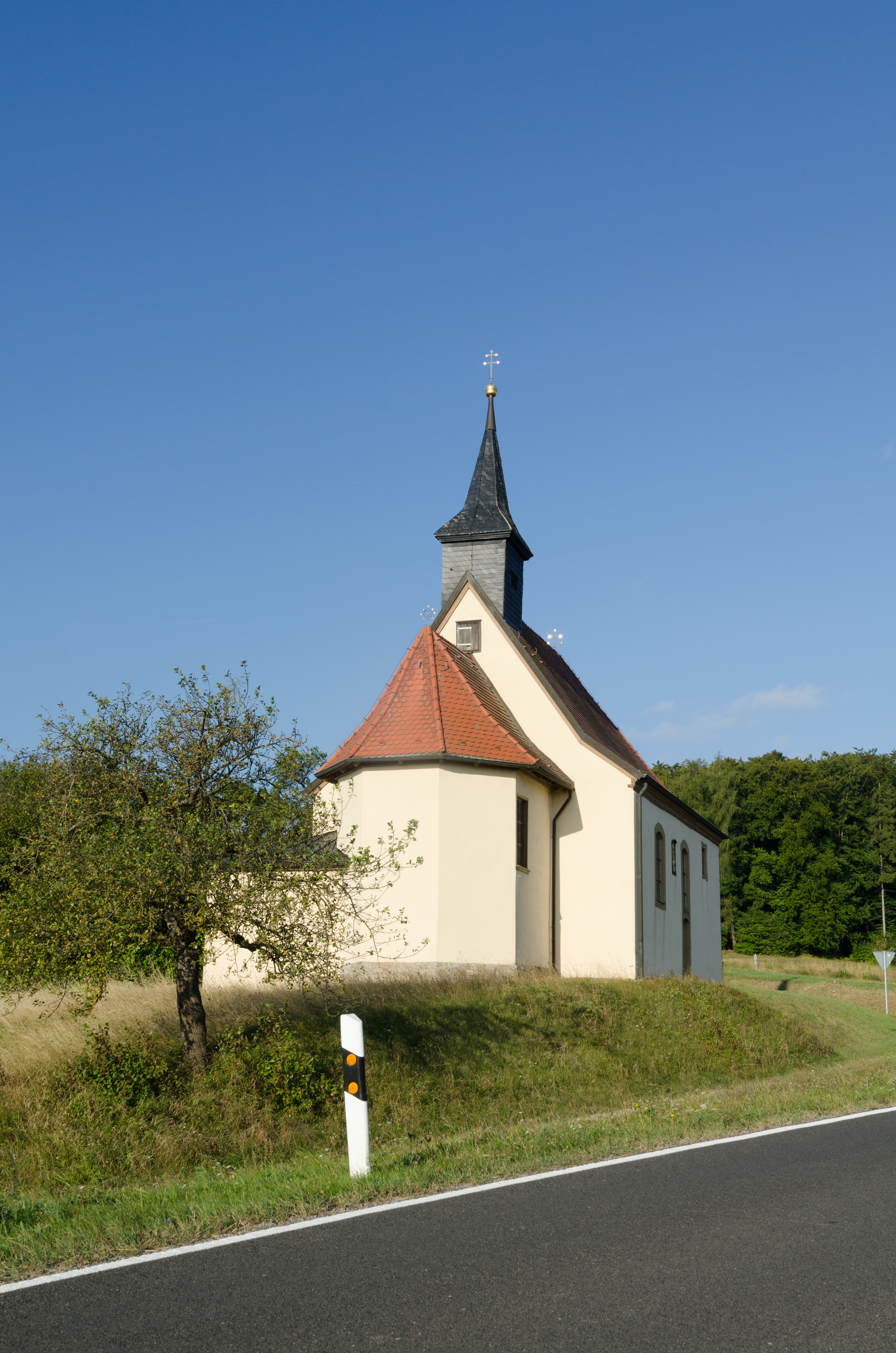
Die Heilig-Kreuz-Kapelle von Sulzthal.

Die Heilig-Kreuz-Kapelle befindet sich in Sulzthal, einem Markt im unterfränkischen Landkreis Bad Kissingen.
Die Kapelle gehört zu den Baudenkmälern von Sulzthal und ist unter der Nummer D-6-72-155-43 in der Bayerischen Denkmalliste registriert.

## Geschichte
Der erste bekannte urkundliche Nachweis der Heilig-Kreuz-Kapelle stammt vom 16. Mai 1451. An diesem Tag gewährte der päpstliche Legat für Deutschland, Kardinal Nikolaus, im Zusammenhang mit seinem Besuch der Kapelle am 14. September 1451 einen hunderttägigen Ablass. Weitere Ablässe sind vom 28. August 1787, 26. März 1794, 6. Juli 1801, 10. Juli 1818, 16. April 1847, 17. November 1854, 29. April 1873, 13. Januar 1876 und 1891 bekannt.
Der Sage zufolge soll während einer Rast des Hl. Kilian zum Kreuzberg am Standort der Heilig-Kreuz-Kapelle eine Quelle mit heilendem Wasser entsprungen sein; am Rand der Quelle sei ein Rosenbusch gewachsen. So wurde hier demnach die „Heiligkreuzkapelle vom Rosenbusch“ erbaut.
Die Heilig-Kreuz-Kapelle entwickelte sich zu einem beliebten Ziel von Wallfahrten, die erst mit dem Dreißigjährigen Krieg ein Ende fanden. Das Ausbleiben von Wallfahrern nach dem Krieg soll einer der Gründe für das Versiegen der Quelle sein.
Im Jahr 1711 fand einer Vergrößerung der Kapelle statt, die der Kapelle ihre heutige Gestalt gab. Im Jahr 1730 entstanden die beiden Seitenaltäre Beatae Mariae Virgini und Sankt Sebastian. Ebenfalls 1730 entstand durch den Bildhauer Gohorski das Kreuz in der Kapelle. Im Inneren beherbergt die Kapelle die Statue des Hl. Cyriacus. Das in der Kapelle befindliche Bild des Hl. Antonius wurde von einer Gichtkranken gestiftet.
Für das Jahr 1740 findet sich der erste bekannte Beleg für eine neben der Heilig-Kreuz-Kapelle befindliche Eremitage, deren Einwohner sich zu dieser Zeit über mehrere Jahrzehnte um die Kapelle kümmerten.
Nach einer Viehseuche im nahe gelegenen Wittershausen (heute Ortsteil von Oberthulba) wurde die Heilig-Kreuz-Kapelle Ziel von Wallfahrten der Einwohner von Wittershausen.
Bis zur Säkularisation Anfang des 19. Jahrhunderts, in deren Rahmen die Kapelle im Jahr 1804 an die Gemeinde Sulzthal ging, wurden zweimal pro Woche Gottesdienste an der Kapelle abgehalten. Eine Viehseuche von 1796 führte zu Bittprozessionen zur Kapelle und im Nachgang zur Einrichtung eines arbeitsfreien Tages am „Sebastini“ (20. Januar) in Sulzthal. Bis 1964 und ab 1977 wurden am 3. Mai, dem Tag der Kreuzauffindung, und am 14. September, dem Tag der Kreuzerhöhung, feierliche Prozessionen zur Kapelle begangen; in der Zwischenzeit wurden sie durch einfache Prozessionen an den Sonntagen ersetzt. Die Prozession vom 3. Mai führte bis zum Bildstock am Schweinfurter Weg und zum Bildstock in der Zent an der Abzweigung zum Dürren First; letzterer wurde bei der Flurbereinigung demontiert und zur Seite gelegt und verschwand wenige Zeit später.
Mit der Säkularisation entstand der kurfürstlich-bayerische Plan, die Heilig-Kreuz-Kapelle eingehen zu lassen. Das Vermögen und die Güter der Kapelle sollten an die Sulzthaler Pfarrkirche gehen; auch die bis dahin an der Kapelle gelesenen Gottesdienste sollten an die Pfarrkirche verlegt werden. Dieses Vorhaben stieß auf den Widerstand der Sulzthaler Bevölkerung, die vergeblich anbot, die Kapelle und die dortigen Gottesdienste auf eigene Kosten zu erhalten. Der Regierungskommissär, der bei der geplanten Versteigerung der Kapelle den verbitterten Widerstand der Sulzthaler erfuhr, bot diesen erfolgreich an, die Kapelle für 30 Gulden zu ersteigern. Im Rahmen ihrer Wiedereröffnung am 14. November 1810 erfuhr die Kapelle umfangreiche Renovierungsarbeiten.
Im Jahr 1897 renovierte der Sulzthaler Kunstmaler Michel Schmitt die Heilig-Kreuz-Kapelle und fertigte das Deckengemälde an; ebenfalls wurden Stationsbilder und ein neues Gestühl installiert. Im Jahr 1923 erfuhr die Kapelle durch den Müller Hermann Eberlein einen neuen Putz.
Aus Dankbarkeit, dass die Sulzthaler im Jahr 1951 die Eingliederung der Sulzthaler Gemarkung samt der Heilig-Kreuz-Kapelle in den Truppenübungsplatz Hammelburg verhindern konnten, erhielt die Kapelle neue Fenstern und Türen sowie einen neuen Außenputz. Die Kosten von 2.200 DM trugen zur Hälfte die Landwirte in der Sulzthaler Bevölkerung.
Im Jahr 1960 kamen wegen der steigenden Anzahl von Einbrüchen alle wertvollen Gegenstände aus der Heilig-Kreuz-Kapelle in die Pfarrkirche. Ein weiterer Raub in der Kapelle fand zwischen dem 17. und 20. Februar 1969 statt; weitere Einbrüche blieben erfolglos.
Zwischen 1987 und 1991 fand durch den Markt Sulzthal eine umfangreiche Generalsanierung statt, deren Kosten in Höhe von 500.000 DM durch erhebliche Eigenmittel des Marktes sowie durch Privatspenden aus der Sulzthaler Bevölkerung gedeckt wurden.